# Lycosella spinipes
Lycosella spinipes är en spindelart som beskrevs av Simon 1900. Lycosella spinipes ingår i släktet Lycosella och familjen vargspindlar. Inga underarter finns listade i Catalogue of Life.